# Jeanette Attiger-Suter
Jeanette Marie-Louise Attiger-Suter (* 10. Juli 1938 in Basel; † 17. Mai 1987 in Binningen) war eine Schweizer Anwältin, Oberrichterin und Politikerin (FDP). Sie war von 1975 bis 1982 basellandschaftliche Landrätin.

## Leben
Jeannette Marie-Louise Attiger-Suter studierte in Basel Jura, wo sie auch doktorierte. Als Mutter von drei Kindern arbeitete sie zuerst halbtags als Gerichtsschreiberin, danach wurde sie Partnerin der  Anwaltspraxis ihres Ehemannes, Peter Josef Attiger (1933–1983). Nach dessen Tod führte sie die Kanzlei bis 1987 weiter. Sie war Expertin für Staats- und Verwaltungsrecht und bekleidete 1982 bis 1987 das Amt einer Oberrichterin.
Sie fand ihre letzte Ruhestätte auf dem Friedhof Binningen.

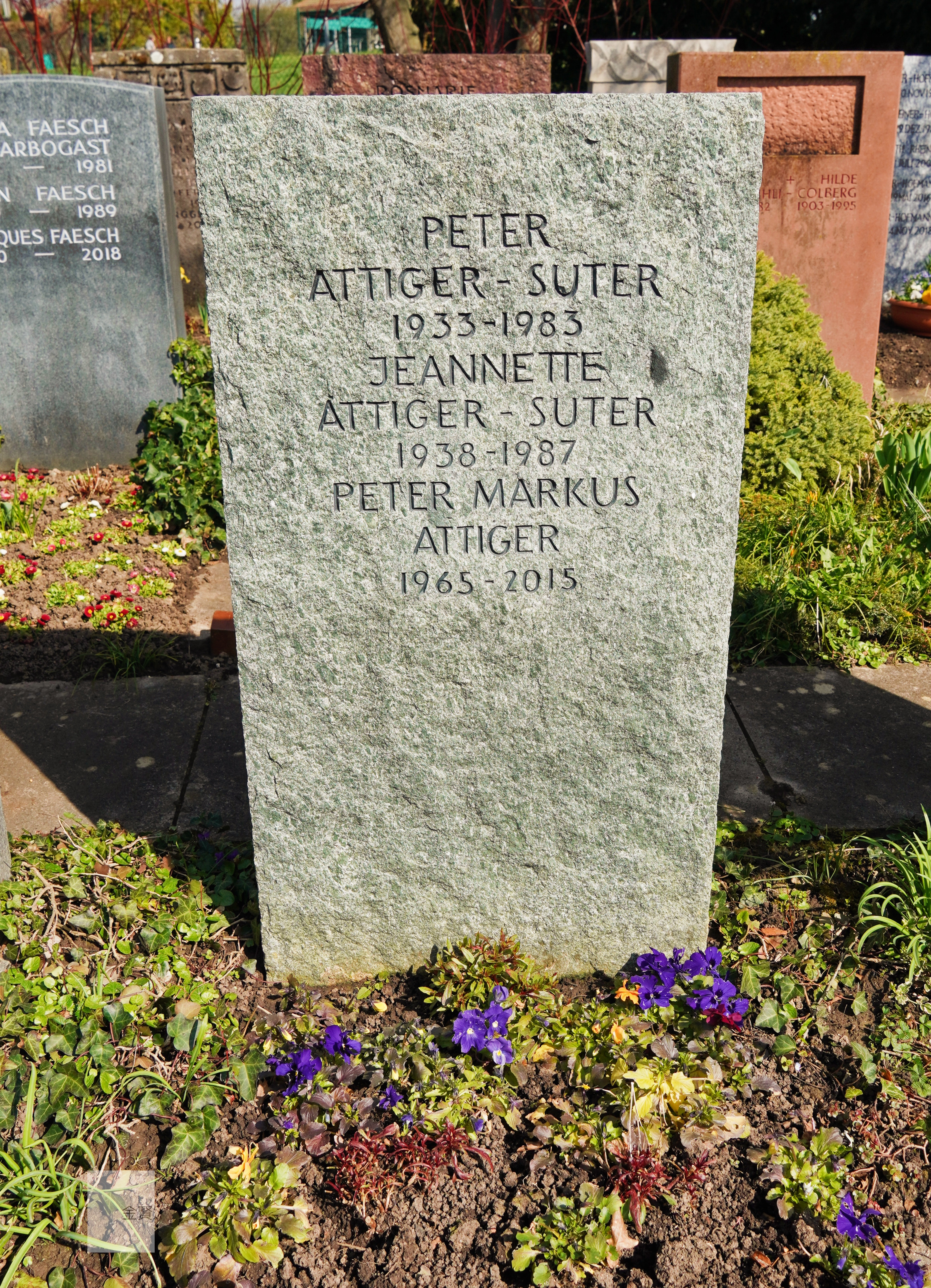
Familiengrab Attiger-Suter auf dem Friedhof Binningen

## Politische Laufbahn
Auf der politischen Ebene wurde Jeanette Attiger-Suter 1972 zur Einwohnerrätin von Binningen gewählt. Sie war dort im selben Jahr die erste Ratspräsidentin und verblieb bis 1978 im Rat.
Im Jahr 1975 kam das Amt im kantonalen Landrat Basel-Land hinzu, wo sie bis 1982 verblieb und die Funktion der Präsidentin der Wahlgesetzkommission bekleidete.
Von 1984 bis 1987 war sie Präsidentin der FDP Baselland.